# لوله‌ماهی
لوله‌ماهی (نام علمی: Syngnathinae) نام یک زیرخانواده از تیره سوزن‌ماهیان است.